# Monténégrin
Le monténégrin (autonyme en alphabet cyrillique црногорски, en alphabet latin crnogorski) est l’une des variétés standard de la langue appelée « serbo-croate (diasystème slave du centre-sud) » par certains linguistes, et par d’autres « langue chtokavienne » (štokavski jezik), « néochtokavien standard » (standardni novoštokavski) ou BCMS (bosnien-croate-monténégrin-serbe).
Du point de vue de la sociolinguistique, le BCMS est une langue standardisée pluricentrique commune aux Monténégrins, aux Bosniaques, aux Croates et aux Serbes, ayant pour base son dialecte chtokavien, ses autres variétés standard étant le croate, le serbe et le bosnien.
La standardisation du monténégrin est relativement récente, ayant commencé après le démembrement de la Yougoslavie et accélérée après la séparation du Monténégro de la Serbie. Les linguistes qui y travaillent cherchent à différencier son standard des autres, surtout en y incluant des traits spécifiques communs à tous les parlers du Monténégro et des traits de la langue de la littérature monténégrine d’avant la réforme de la langue littéraire serbe par Vuk Stefanović Karadžić. Comme les autres variétés standard de la langue commune, le monténégrin aussi est langue officielle, avec l’appellation « langue monténégrine ».

## Locuteurs et statut officiel

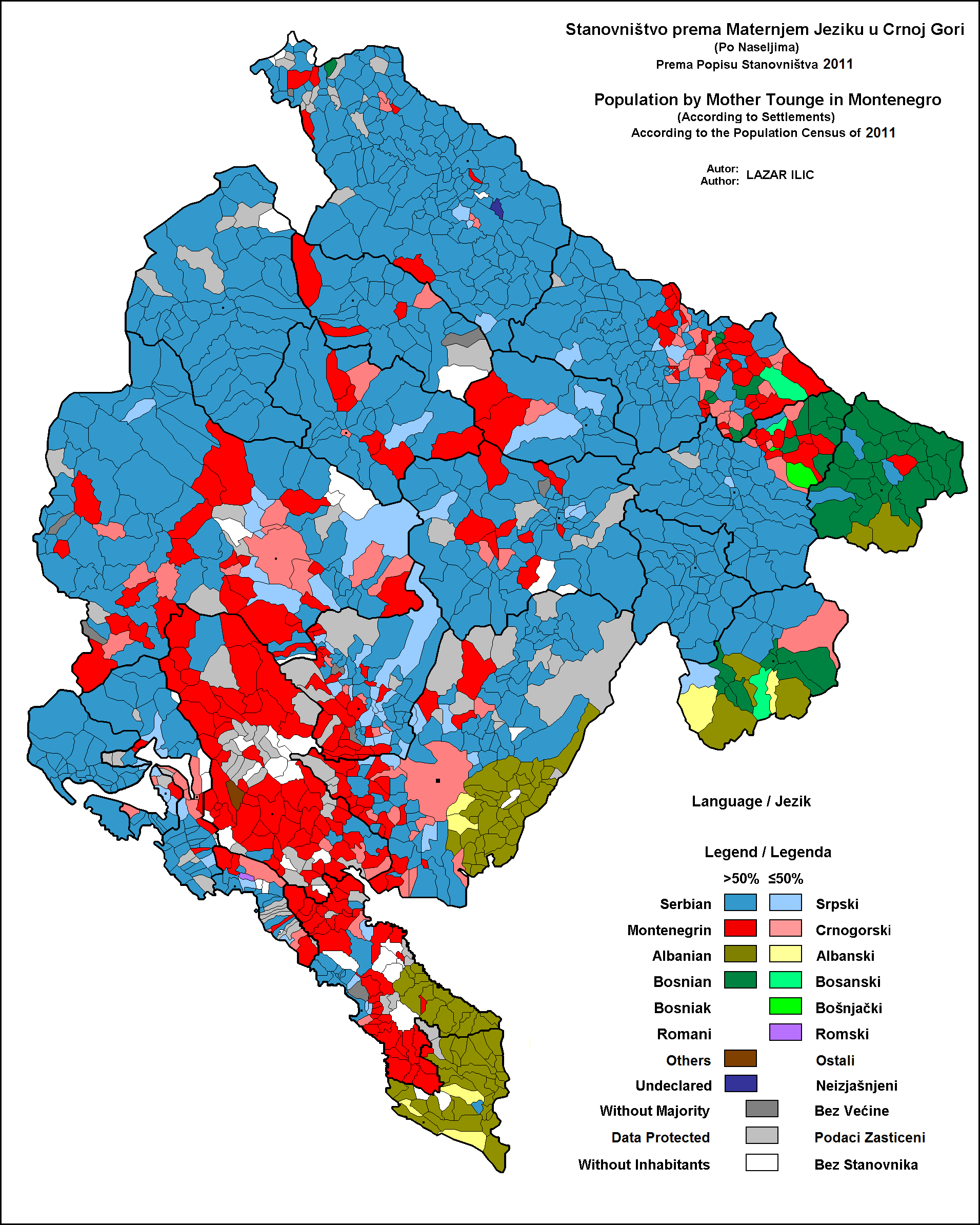
Répartition de la population du Monténégro selon la déclaration de langue maternelle au recensement de 2011 :
Localités avec plus de 50 % d’habitants de langue maternelle monténégrine
Localités avec moins de 50 % d’habitants de langue maternelle monténégrine
Localités avec plus de 50 % d’habitants de langue maternelle serbe

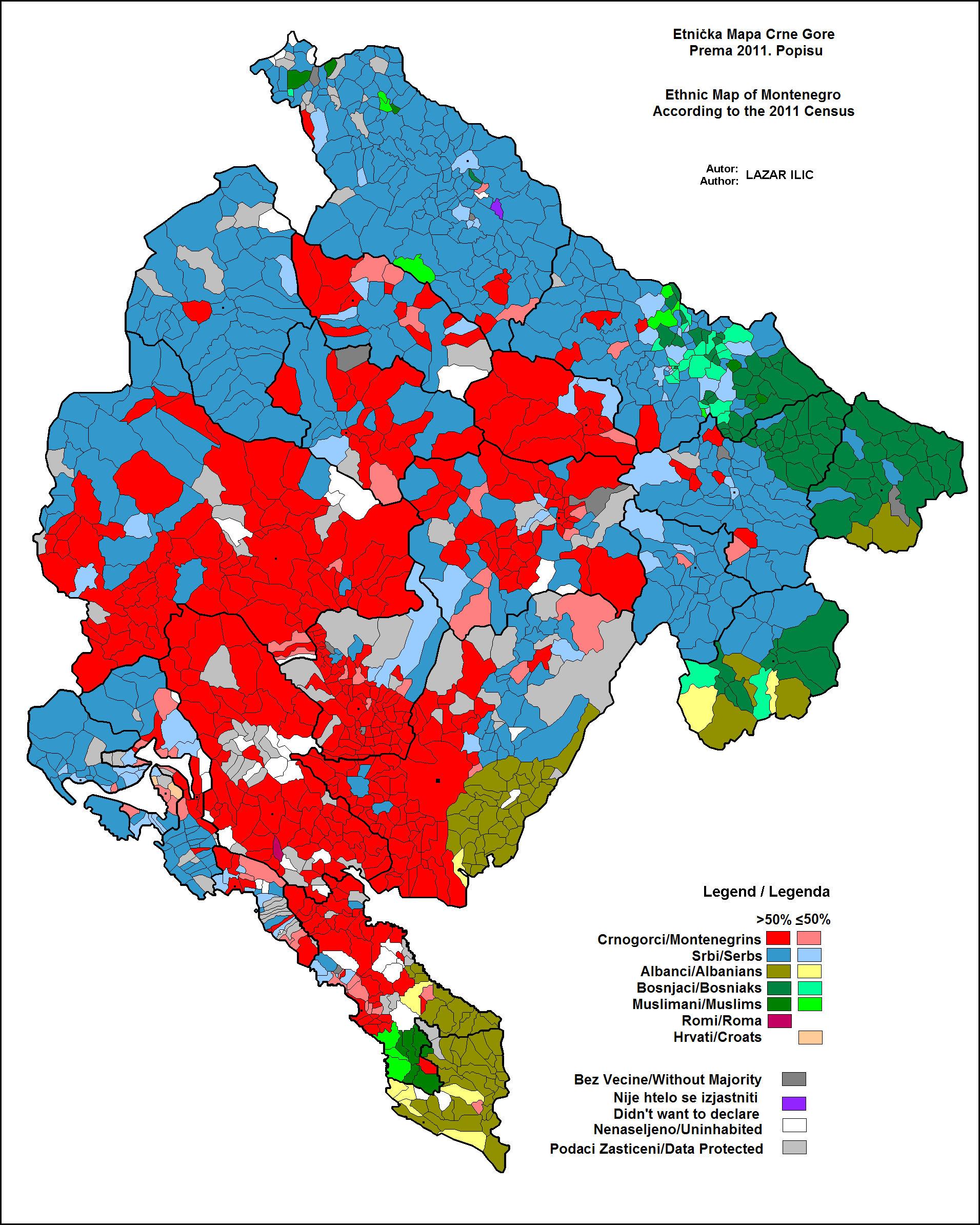
Carte ethnique du Monténégro par localités selon la déclaration d'ethnie au recensement de 2011.

Selon les données du recensement de la population effectué en 2011, sur un total de 620 029 habitants du Monténégro, 278 865 personnes, soit 44,98 % de la population se déclaraient d’ethnie monténégrine, 178 110 (28,73 %) se déclarant Serbes. Pour ce qui est de la langue, 393 740 déclaraient comme langue maternelle le serbe et 229 251 le monténégrin. 42,88 % des habitants du Monténégro se considéraient donc comme des locuteurs du serbe et 36,97 % déclaraient avoir le monténégrin comme langue maternelle.
Il y a aussi des données sur les Monténégrins dans les pays suivants :
| Pays     | Nombre des personnes | Statut des personnes              |
| -------- | -------------------- | --------------------------------- |
| Serbie   | 38 527               | d’ethnie monténégrine             |
| Serbie   | 2 519                | de langue maternelle monténégrine |
| Croatie  | 4 517                | d’ethnie monténégrine             |
| Croatie  | 876                  | de langue maternelle monténégrine |
| Slovénie | 2 667                | d’ethnie monténégrine             |
| Albanie  | 366                  | d’ethnie monténégrine             |

Le nombre total des personnes ayant déclaré le monténégrin comme langue maternelle aux recensements des divers pays est de 232 646.
Le monténégrin n’est langue officielle qu’au Monténégro, les langues des minorités nationales (le serbe, le bosniaque, l’albanais et le croate) y étant elles aussi d’usage officiel.

## Débats autour de l’idée de «langue monténégrine»
Le Monténégro présente un exemple de ces fragmentations d’identités nationales dans les États post-soviétiques et post-yougoslaves à la fin du XXe siècle. Cette fragmentation, que les dirigeants des nouveaux États ont estimée nécessaire pour légitimer leur indépendance, repose sur deux développements principaux :
- la construction d’une histoire propre insistant sur tout ce qui sépare l’État de ses voisins ;
- l’affirmation de l'existence d’une langue locale, ici monténégrine.

L’élite politique et culturelle s’est ainsi divisée en une fraction « pro-intégration » avec la Serbie et une fraction indépendantiste, qui a eu gain de cause.
Cette construction d’identité a porté le débat politique dans le champ scientifique, en cherchant à argumenter les thèses politiques par des recherches linguistiques ou historiques visant à collecter ceux des indices pouvant légitimer la thèse défendue.
Ainsi, les adeptes de l’idée de langue monténégrine sont en même temps adeptes de l’indépendance du Monténégro. Les intellectuels du Centre PEN monténégrin, protestant contre la constitution de 1992 du Monténégro, qui stipulait que la langue officielle de la république était le serbe, avancent comme argument principal le droit de chaque nation d’avoir sa propre langue, s’appuyant en cela sur l’exemple du croate et du bosnien. Ils ne nient pas l’appartenance du monténégrin au diasystème slave du centre-sud, comme les trois autres langues, mais ils exigent que leur langue s’appelle officiellement le monténégrin.
Le principal promoteur de l’idée du monténégrin était le professeur Vojislav Nikčević, de l’Université de Nikšić, qui commença à développer cette idée en 1968, étant l’auteur des premiers travaux normatifs de cette langue (voir, plus bas, la section Officialisation de la langue monténégrine). Parmi ses adeptes il y a Vuk Minić, Sreten Zeković, Jevrem Brković, Rajko Cerović, etc.
L’un de leurs arguments est l’existence du terme « langue monténégrine » dans des documents plus ou moins anciens.
- La première de ces attestations remonte à 1837, étant notée par Vuk Stefanović Karadžić qui, d’ailleurs, n’acceptait que l’idée d’une langue serbe unitaire. Il mentionne les paroles d’un colonel français ayant visité le Monténégro en 1813, qui croyait que « la langue monténégrine » était un dialecte du grec[21].

- En 1857, l’écrivain serbe Ljubomir Nenadović note à propos d’un voyage au Monténégro : « Dans toutes les écoles la langue est le monténégrin, en grande partie différent de cette belle langue reconnue dans laquelle est traduite la Bible[22]. Si les Monténégrins continuent dans leurs écoles comme jusqu’à présent, alors dans cent ans entre les deux langues il y aura une différence plus grande qu’entre le portugais et l’espagnol[23]. »

- L’appellation de « langue monténégrine » apparaît aussi chez un autre écrivain serbe, Simo Matavulj. Il cite un Monténégrin qui dit que même les meilleurs acteurs serbes ne savent pas parler po naški « notre langue », čisto crnogorski « le monténégrin propre »[24].

- Hélène, princesse monténégrine devenue en 1896 reine d’Italie, à la fin d’une entrevue avec le ministre serbe Janjić, qui lui fait des compliments sur la beauté du serbe qu’elle parle, réplique à celui-ci qu’elle parle monténégrin[25].

- L’Encyclopædia Britannica de 1911 fait aussi mention de la « langue monténégrine », en précisant tout de suite qu’elle est pratiquement identique au serbo-croate[26].

Les adversaires de cette idée sont en même temps adeptes de l’union étatique avec la Serbie, par exemple les linguistes Mihajlo Sćepanović, Branislav Brborić, Slobodan Remetić, Drago Ćupić et Mato Pižurica. Leur argument principal est qu’il n’y a pas de différences notables entre la langue parlée au Monténégro et celle qu’on parle en Serbie.
Un autre de leurs arguments est que, en général, les Monténégrins se sont considérés tout au cours de l’histoire comme des Serbes, malgré les longues périodes d’indépendance de ce pays. En effet, le Monténégro parvint à assurer son autonomie dans le cadre de l’Empire ottoman, voire devint pratiquement indépendant à la fin du XVIIe siècle, alors que la Serbie était effectivement occupée. L’indépendance des deux pays fut reconnue par le Congrès de Berlin en 1878, et le Monténégro resta indépendant jusqu’en 1918, quand il fut incorporé au Royaume des Serbes, Croates et Slovènes, la future Yougoslavie. L’une des preuves que les Monténégrins se considéraient comme Serbes est que selon les dispositions de la loi monténégrine de 1911 sur le système de l’éducation, l’enseignement primaire était obligatoire dans des écoles serbes publiques ou privées, et que deux des matières principales y étaient l’histoire serbe et la langue serbe.
En général, les linguistes du dehors de l’espace ex-yougoslave, non impliqués émotionnellement dans la question, font une distinction nette entre le point de vue sociolinguistique et celui de la linguistique proprement-dite. Par exemple Paul-Louis Thomas, professeur à l’Université Paris-Sorbonne, dont les spécialités sont « langue et littératures bosniaques, croates, monténégrines et serbes (BCMS) », admettait en 2001 la notion de langue monténégrine, précisant qu’elle tient uniquement du domaine de la sociolinguistique et que du point de vue de la linguistique il optait pour la notion de serbo-croate adoptée depuis longtemps dans la slavistique.
En juillet 2017, après 9 ans d'analyse et de débat avec l'ambassade du Monténégro aux États-Unis, le comité de classification des langues responsable de l’ISO 639-2 (Codes pour la représentation des noms de langue) classe le monténégrin comme un dialecte du serbe, et ne lui attribue pas de code séparé du code pour la langue serbe. Mais en décembre, le comité se ravise et donne au monténégrin le code ISO 639-2 et 639–3 cnr,.

## Officialisation de la langue monténégrine
L’action de standardisation de cette langue commence dès 1997, lorsque paraît sa première orthographe. Elle est suivie de la première grammaire du monténégrin.
En 2003 est créé à Cetinje l’Institut de la langue monténégrine et de linguistique, sous la direction de Vojislav Nikčević, avec un statut d’organisation non gouvernementale, mais il est soutenu financièrement par le Ministère de la culture.
En 2004, le gouvernement modifie les programmes d’enseignement, utilisant le terme « langue maternelle (serbe, monténégrin, croate, bosniaque) » au lieu de « langue serbe ».
En 2005, un symposium international débattant de la standardisation du monténégrin se réunit à Podgorica.
Après la proclamation de l’indépendance du pays (2006), en 2007, on adopte la constitution du Monténégro, où l’on précise le statut officiel du monténégrin.
En 2008, le ministère de l’Enseignement et des sciences annonce qu’à partir de 2009, les livres scolaires seront publiés en monténégrin.
En juillet 2009 paraît le document qui fixe et officialise l’orthographe (voir Sources bibliographiques).
En août 2010, le gouvernement approuve la grammaire officielle du monténégrin, le livre qui le contient paraissant le 4 septembre 2010 (voir Sources bibliographiques).
En avril 2016 paraît le tome 1er du premier dictionnaire du monténégrin, publié par l’Académie monténégrine des sciences et des arts, qui provoque un tollé. D’un côté, des auteurs des premiers ouvrages normatifs, ceux concernant l’orthographe et la grammaire, par exemple Adnan Čirgić, le considèrent comme non scientifique, d’un autre côté, des Monténégrins musulmans (Bosniaques et Albanais) y trouvent des éléments chauvins qui les offensent, et 114 Monténégrins musulmans et non musulmans exigent dans une lettre ouverte que le volume soit retiré.

## Particularités du standard monténégrin
La standardisation du monténégrin se fait sur la base de deux catégories de traits langagiers : d’un côté, ce sont ceux des traits du dialecte chtokavien qui sont communs aux locuteurs de bosniaque, de croate, de serbe et de monténégrin, d’un autre côté, les traits communs aux parlers monténégrins du dialecte chtokavien, classifiés en trois groupes : du sud-est, du nord-ouest et de la partie monténégrine du Sandžak. Le standard monténégrin a non seulement des traits commun avec tous les trois autres standard, mais aussi certains communs seulement avec le croate et d’autres communs seulement avec le serbe.

### Phonétisme et graphie
Le standard du monténégrin contient la plupart des traits phonologiques des variétés standard de la langue commune (voir Croate et Serbe). À côté de ceux-ci, il fixe comme norme la prononciation (i)jékavienne qui est standard en croate aussi, ainsi que quelques traits propres au monténégrin seulement.

#### Consonnes
Il est établi comme norme une palatalisation provoquée par la prononciation jékavienne. Celle-ci produit deux consonnes spécifiques, dues à la palatalisation jékavienne de /s/ et de /z/ :
- [ɕ] (consonne fricative alvéolo-palatale sourde), par exemple dans śever ['ɕever] (cf. croate sjever, serbe sever) « nord » ;
- [ʑ] (consonne fricative alvéolo-palatale voisée): iźelica ['iʑelit͡sa] ((hr) izjelica, (sr) izelica) « gourmand ».

La palatalisation jékavienne concerne deux autres consonnes encore, produisant des consonnes qui existent bien dans les autres standards, mais non produites par ce type de palatalisation. Exemples :
- t > ć : poćernica ((hr) potjernica, (sr) poternica) « mandat d’arrestation » ;
- d > đ : đevojka ((hr) djevojka, (sr) devojka) « fille ».

Cependant, on admet également les variantes non palatalisées de ces consonnes, telles qu’elles existent dans le standard croate.

#### Le groupeije
La prononciation (i)jékavienne est en général commune aux standards monténégrin et croate, mais le monténégrin a pour norme ije (prononcé en deux syllabes) dans d’autres mots aussi que ceux où il existe en croate. Exemples :
zasijedanje ((hr) zasjedanje, (sr) zasedanje) « séance, réunion » ;
kolosijek ((hr) kolosjek, (sr) kolosek) « voie ferrée » .

#### Autres phénomènes
La chute de la consonne /l/ à la fin de la forme de nominatif singulier des noms masculins après /o/ est commune avec le standard serbe : so ((sr) so, (hr) sol) « sel ».
Dans certains parlers, le groupe vocalique ao, présent, par exemple, à la fin de la forme de masculin singulier du participe actif des verbes, se réduit à a, et dans d’autres parlers à o : reka sam, respectivement reko sam vs rekao sam « j’ai dit ». Ces phénomènes ont une aire réduite et ne sont pas compris dans le standard.

#### Graphie
Le monténégrin s’écrit, comme le serbe, aussi bien avec l’alphabet cyrillique qu’avec l’alphabet latin, ce qui est précisé dans la constitution du pays. La tendance actuelle est à utiliser davantage l’alphabet latin. Ce sont les mêmes alphabets que ceux utilisés par le serbe et le croate (voir Serbe. Correspondance graphie – prononciation). L’alphabet monténégrin comporte deux lettres supplémentaires, pour rendre les deux consonnes spécifiques. Dans l’alphabet latin, ce sont Ś et Ź, empruntées à la graphie du polonais, qui a aussi les consonnes correspondantes. Dans l’alphabet cyrillique, il leur correspond С́ et З́ respectivement. Les variantes sans palatalisation jékavienne étant admises, on admet aussi leur écriture avec sj (cyrillique сj) et zj (cyrillique зj) respectivement.
Comme en serbe, les noms propres étrangers sont transcrits d’ordinaire phonétiquement, y compris avec l’alphabet latin, sauf leur utilisation dans le trafic postal. Dans certains cas, lorsqu’on l’estime nécessaire, comme sur les cartes géographiques, on peut les transcrire en parallèle phonétiquement et dans la langue d’origine, si celle-ci utilise l’alphabet latin ou cyrillique.

### Grammaire
La morphologie et la syntaxe du monténégrin standard n’ont que quelques particularités par rapport aux autres variétés standard de la langue commune.
Certaines formes spécifiques découlent de la fréquence plus grande en monténégrin du groupe ije. Par conséquent, seules les formes avec ije de l’indicatif présent forme négative du verbe biti « être » sont standard : nijesam ((hr) et (sr) nisam) « je ne suis pas ».
De même, la forme de datif-instrumental-locatif pluriel aux trois genres des adjectifs, des pronoms et des numéraux où il y a le groupe ije, est normée à côté de celle, plus fréquente, ou il y a i au lieu de ije, comme en croate et en serbe:
- dobri (masc.), dobra (neutre), dobre (fém.) « bons, bonnes » : datif-instrumental-locatif dobrijem(a) ou dobrim(a) ;
- ti, ta, te « ces, ceux-là, celles-là »: tijem(a) ou tim(a) ;
- prvi, prva, prve « premiers, premières »: prvijem(a) ou prvim(a).

Les traits langagiers spécifiques au monténégrin sont plus nombreux dans le registre de langue familier. Exemples :
- des formes atones de pronoms personnels[54] :
  - familier ni vs courant nam « nous » (datif), fam. ne vs nas « nous » (accusatif) ;
  - vi vs vam « vous » (datif), ve vs vas « vous » (accusatif) ;
- l’emploi de l’infinitif sans i final : Idem malo odmorit vs Idem se malo odmoriti « Je vais me reposer un peu »[55] ;
- l’omission fréquente du pronom réfléchi (l’exemple précédent).

Certains traits du registre familier se retrouvent dans la littérature artistique actuelle, sans être présents dans le registre courant ni dans le langage administratif ni dans la presse. Ainsi :
- Dans le registre familier on utilise l’imparfait, alors que dans le reste du diasystème il est en général littéraire à nuance archaïque : Jedni se igrahu, drugi razgovarahu… « Certains jouaient, d’autres causaient… »[56].
- Dans ce registre on utilise une forme verbale appelée potencijal imperfekta « conditionnel de l’imparfait », composée du verbe auxiliaire htjeti (ayant aussi la forme šćeti) « vouloir » à l’imparfait et l’infinitif du verbe à sens lexical. Cette forme correspond exactement au conditionnel passé français. Par contre, dans le registre courant on utilise le conditionnel, qui a les valeurs temporelles aussi bien de présent que de passé : Hoćah vam se javiti da sam imao vremena (familier) vs Javio bih vam se da sam imao vremena (courant) « Je vous aurais donné signe de vie si j’avais eu le temps »[57].

Certaines conjonctions utilisées dans la littérature monténégrine ancienne ne se sont conservées que dans le registre familier :
- ma vs ali « mais »[58];
- a…, a vs bilo…, bilo « que…, ou que »: A došli, a ne došli, isto im se piše « Qu’ils viennent ou qu’ils ne viennent pas, leur sort sera le même »[59];
- e vs da « que »: Ovo vi pišem da ne možete reći e nijeste znali « Je vous écrit ceci pour que vous ne puissiez pas dire que vous ne saviez pas »[60].

### Lexique
Le lexique du monténégrin ne diffère pas essentiellement de celui du diasystème en général. Il y a néanmoins nombre de mots différents.
Exemples de mots d’origine commune, mais de formes différentes de celles du serbe et du croate :
| Monténégrin | Serbe  | Croate | Français            |
| ----------- | ------ | ------ | ------------------- |
| cklo        | staklo | staklo | verre (le matériau) |
| đetić       | dečak  | dječak | garçon              |
| koštanj     | kesten | kesten | châtaignier         |
| mrtac       | mrtvac | mrtvac | cadavre             |
| omraziti    | mrzeti | mrziti | haïr                |
| śutra       | sutra  | sutra  | demain              |
| znaven      | poznat | poznat | connu               |

Exemples de mots différents ayant le même sens en monténégrin, en serbe et en croate :
| Monténégrin | Serbe   | Croate  | Français                   |
| ----------- | ------- | ------- | -------------------------- |
| izvanjac    | stranac | stranac | étranger (d’un autre pays) |
| glib        | blato   | blato   | boue                       |
| cukar       | šećer   | šećer   | sucre                      |
| oriz        | pirinač | riža    | riz                        |
| razuriti    | srušiti | srušiti | démolir                    |

La forme dans laquelle s’adaptent les emprunts peut aussi être différente en monténégrin :
| Monténégrin                           | Serbe               | Croate              | Français           |
| ------------------------------------- | ------------------- | ------------------- | ------------------ |
| le suffixe -tada : kvalitada          | -tet : kvalitet     | -teta : kvaliteta   | qualité            |
| le suffixe -an : Austrijan            | -anac : Austrijanac | -anac : Austrijanac | Autrichien         |
| le suffixe -dur(ica) : štimadur(ica)) | procenitelj(ica)    | procjenitelj(ica)   | estimateur, -trice |

Comme les parlers croates de la côte adriatique, le monténégrin a emprunté plus de mots à l’italien que le serbe. Exemples :
bastadur(ica) « celui/celle qui en a assez » < basta ;
durati « durer » < durare ;
kaseta « caisse » ;
kušin « coussin, oreiller » < cuscino ;
lencun « drap (de lit) » < lenzuolo ;
medig « médecin » < medico ;
pjat « assiette » < piatto ;
skala au sens de « échelle » < scala ;
taulin « table » < tavolino.